# 398 (szám)
A 398 (római számmal: CCCXCVIII) egy természetes szám, félprím, a 2 és a 199 szorzata.

## A szám a matematikában
A tízes számrendszerbeli 398-as a kettes számrendszerben 110001110, a nyolcas számrendszerben 616, a tizenhatos számrendszerben 18E alakban írható fel.
A 398 páros szám, összetett szám, azon belül félprím, kanonikus alakban a 21 · 1991 szorzattal, normálalakban a 3,98 · 102 szorzattal írható fel. Négy osztója van a természetes számok halmazán, ezek növekvő sorrendben: 1, 2, 199 és 398.
A 398 négyzete 158 404, köbe 63 044 792, négyzetgyöke 19,94994, köbgyöke 7,35576, reciproka 0,0025126. A 398 egység sugarú kör kerülete 2500,70775 egység, területe 497 640,8427 területegység; a 398 egység sugarú gömb térfogata 264 081 407,2 térfogategység.